# Arthur W. Hummel, Sr.
Arthur William Hummel, Sr. (Warrenton, Missouri, 1884. március 6. – 1975. március 10.; kínai neve pinjin hangsúlyjelekkel: Héng Mùyì; magyar népszerű: Heng Mu-ji; egyszerűsített kínai: 恒慕义; hagyományos kínai: 恆慕義) amerikai protestáns misszionárius, sinológus.

## Élete és munkássága
Hummel egyetemi tanulmányai a Chicagói Egyetemen végezte, majd 1913-ban a bátyja után Kínába utazott. 1913-1914-ben a Nankingi Egyetemen oktatott történelmet. Miután hazatért az Egyesült Államokba, megházasodott és csatlakozott a Külföldi Missziók Biztosainak Amerikai Bizottsága (American Board of Commissioners for Foreign Missions), amely szervezet megbízásából, immár feleségével együtt ismét Kínába utazott. Ezúttal a Senhszi tartománybeli Fencsou város iskolájában tanított angol nyelvet. Kínában tartózkodása idején régi térképeket és pénzérméket gyűjtött. Fia, Arthur W. Hummel, Jr. 1920. június 1-én szintén Kínában született. Ő később diplomata lett, és többek között 1981-től 1985-ig az Egyesült Államok pekingi nagykövete volt. Hummel barátja és kollegája, J. J. L. Duyvendak biztatására 1931-ben a leideni egyetemen szerzett sinológiai doktori fokozatot a The Autobiography of a Chinese Historian című disszertációjával.
Miután családjával hazatért az Egyesült Államokba, a Kongresszusi Könyvtárban helyezkedett el. Ő lett a keleti részleg első vezetője, s irányítása alatt a könyvtár az ország legnagyobb és legjelentősebb keleti tárgyú gyűjteményét hozta létre. 1954-ben vonult nyugdíjba.
1948-ban ő lett a frissen megalakult Association for Asian Studies első elnöke.

## Főbb művei
- Eminent Chinese of the Ch'ing Period (1644-1912), U.S. Government Printing Office, 1943